# Bäzäklik
Bäzäklik är en ort nära Turpan i regionen Xinjiang (Östturkestan), där ett buddhistiskt ruintempel från första årtusendet efter Kristus har grävts ut av Albert von Le Coq och Albert Grünwedel.
Templet är dekorerat med flera freskmålningar, varav en del kom att hemföras till Museum für Völkerkunde i Berlin.